# Laje dos Sinais
A Laje dos Sinais, também designada por Gravuras rupestres da Laje dos Sinais ou Penedo Laje dos Sinais, localiza-se numa zona de mata no sopé do monte da Saia, na freguesia de Chorente, Goios, Courel, Pedra Furada e Gueral, município de Barcelos, distrito de Braga, em Portugal.
Constitui um penedo onde se encontram gravuras de arte rupestre.

## História
As gravuras remontam à Idade do Bronze, em formas geométricas, que parecem associar uma suástica a círculos concêntricos e pequenas covas.
Encontra-se classificada como Imóvel de Interesse Público desde 1951.